# Lycodon synaptor
Lycodon synaptor là một loài rắn trong họ Rắn nước. Loài này được Vogel & David mô tả khoa học đầu tiên năm 2010.